# Liste der reichsten Afrikaner
Dies ist die Liste der reichsten Afrikaner, d. h. aller US-Dollar-Vermögensmilliardäre afrikanischer Länder. Die Liste basiert auf den Angaben in „The World’s Billionaires“ des Forbes Magazine.

## Liste (2024)
Quelle:
| Rang (Afrika) | Rang (Welt) | Person/Familie                | Branche                  | Land      | 2024 (in Mrd. US$) |
| ------------- | ----------- | ----------------------------- | ------------------------ | --------- | ------------------ |
| 1             |             | Aliko Dangote                 | Zement, Zucker, Mehl     | Nigeria   | 13,9 ▼             |
| 2             |             | Johann Rupert und Familie     | Luxusgüter               | Südafrika | 10,1 ▲             |
| 3             |             | Nicky Oppenheimer und Familie | Bergbau                  | Südafrika | 9,4 ▲              |
| 4             |             | Nassef Sawiris                | Baugewerbe, Chemie       | Ägypten   | 8,7 ▲              |
| 5             | 373         | Nathan Kirsh                  | Einzelhandel, Immobilien | Eswatini  | 7,2 ▲              |
| 6             |             | Mike Adenuga                  | Telekommunikation, Erdöl | Nigeria   | 6,9 ▼              |
| 7             |             | Abdulsamad Rabiu              | Zement, Zucker           | Nigeria   | 5,9 ▼              |
| 8             |             | Naguib Sawiris                | Telekommunikation        | Ägypten   | 3,8 ▲              |
| 9             |             | Mohammed Mansour              | diverses                 | Ägypten   | 3,2 ▲              |
| 10            |             | Koos Bekker                   | Massenmedien             | Südafrika | 2,7 ▲              |
| 10            |             | Patrice Motsepe               | Versicherung, Bergbau    | Südafrika | 2,7 ▼              |
| 12            |             | Issad Rebrab und Familie      | Lebensmittel             | Algerien  | 2,5 ▼              |
| 13            |             | Mohammed Dewji                | diverse                  | Tansania  | 1,8 ▲              |
| 13            |             | Strive Masiyiwa               | Telekommunikation        | Simbabwe  | 1,8 ▼              |
| 14            |             | Aziz Akhennouch und Familie   | Öl und Gas, diverses     | Marokko   | 1,7 ▼              |
| 15            |             | Othman Benjelloun und Familie | Finanzen                 | Marokko   | 1,4 ▲              |
| 16            |             | Youssef Mansour               | diverse                  | Ägypten   | 1,3 ▼              |
| 17            |             | Yasseen Mansour               | diverse                  | Ägypten   | 1,2 ▲              |
| 17            |             | Christoffel Wiese             | Einzelhandel             | Südafrika | 1,2 ▲              |
| 19            |             | Michiel Le Roux               | Finanzen                 | Südafrika | 1,1 ▼              |
| 19            |             | Femi Otedola                  | Energie                  | Nigeria   | 1,1 ▲              |

## Liste (2022)
Quelle:
| Rang (Afrika) | Rang (Welt) | Person/Familie                | Branche                   | Land      | 2022 (in Mrd. US$) |
| ------------- | ----------- | ----------------------------- | ------------------------- | --------- | ------------------ |
| 1             | 130         | Aliko Dangote                 | Zement, Zucker, Mehl      | Nigeria   | 14,0               |
| 2             | 230         | Johann Rupert und Familie     | Luxusgüter                | Südafrika | 8,9                |
| 3             | 241         | Nicky Oppenheimer und Familie | Bergbau                   | Südafrika | 8,7                |
| 4             | 304         | Nassef Sawiris                | Baugewerbe, Chemie        | Ägypten   | 7,7                |
| 5             | 324         | Mike Adenuga                  | Telekommunikation, Erdöl  | Nigeria   | 7,3                |
| 6             | 350         | Abdulsamad Rabiu              | Zement, Zucker            | Nigeria   | 6,9                |
| 7             | 509         | Nathan Kirsh                  | Einzelhandel, Immobilien  | Eswatini  | 5,3                |
| 8             | 536         | Issad Rebrab                  | Lebensmittel              | Algerien  | 5,1                |
| 9             | 883         | Naguib Sawiris                | Telekommunikation         | Ägypten   | 3,4                |
| 10            | 913         | Patrice Motsepe               | Versicherung, Bergbau     | Südafrika | 3,3                |
| 11            | 1012        | Strive Masiyiwa               | Telekommunikation         | Simbabwe  | 3,0                |
| 12            | 1238        | Mohammed Mansour              | diverses                  | Ägypten   | 2,5                |
| 13            | 1341        | Koos Bekker                   | Massenmedien              | Südafrika | 2,3                |
| 14            | 1445        | Mohamed Al-Fayed              | Einzelhandel, Investition | Ägypten   | 2,1                |
| 15            | 1513        | Aziz Akhennouch und Familie   | Öl und Gas, diverses      | Marokko   | 2,0                |
| 16            | 1645        | Michiel Le Roux               | Finanzen                  | Südafrika | 1,8                |
| 17            | 1929        | Youssef Mansour               | diverse                   | Ägypten   | 1,5                |
| 17            | 1929        | Mohammed Dewji                | diverse                   | Tansania  | 1,5                |
| 19            | 2190        | Othman Benjelloun und Familie | Finanzen                  | Marokko   | 1,3                |
| 20            | 2448        | Yasseen Mansour               | diverse                   | Ägypten   | 1,1                |

## Liste (2018)
| Rang (Afrika) | Rang (Welt) | Person/Familie                | Branche                   | Land      | 2018 (in Mrd. US$) |
| ------------- | ----------- | ----------------------------- | ------------------------- | --------- | ------------------ |
| 1             | 105         | Aliko Dangote                 | Zement, Zucker, Mehl      | Nigeria   | 12,2               |
| 2             | 199         | Nicky Oppenheimer und Familie | Bergbau                   | Südafrika | 7,0                |
| 3             | 237         | Johann Rupert und Familie     | Luxusgüter                | Südafrika | 6,1                |
| 4             | 250         | Mike Adenuga                  | Telekommunikation, Erdöl  | Nigeria   | 5,8                |
| 5             | 269         | Christoffel Wiese             | Investitionen             | Südafrika | 5,6                |
| 5             | 269         | Nassef Sawiris                | Baugewerbe, Chemie        | Ägypten   | 5,6                |
| 7             | 460         | Nathan Kirsh                  | Einzelhandel, Immobilien  | Eswatini  | 3,9                |
| 7             | 460         | Naguib Sawiris                | Telekommunikation         | Ägypten   | 3,9                |
| 9             | 630         | Isabel dos Santos             | Investitionen             | Angola    | 3,1                |
| 9             | 630         | Issad Rebrab                  | Lebensmittel              | Algerien  | 3,1                |
| 11            | 745         | Mohammed Mansour              | diverses                  | Ägypten   | 2,7                |
| 12            | 973         | Koos Bekker                   | Massenmedien              | Südafrika | 2,1                |
| 13            | 1161        | Mohamed Al-Fayed              | Einzelhandel, Investition | Ägypten   | 1,8                |
| 13            | 1161        | Allan Gray                    | Finanzen                  | Südafrika | 1,8                |
| 13            | 1161        | Patrice Motsepe               | Versicherung, Bergbau     | Südafrika | 1,8                |
| 13            | 1161        | Yasseen Mansour               | diverse                   | Ägypten   | 1,8                |
| 17            | 1290        | Folorunsho Alakija            | Erdöl                     | Nigeria   | 1,6                |
| 18            | 1468        | Mohammed Dewji                | diverse                   | Tansania  | 1,4                |
| 19            | 1678        | Stephen Saad                  | Pharmazie                 | Südafrika | 1,2                |
| 20            | 1795        | Youssef Mansour               | diverse                   | Ägypten   | 1,1                |
| 21            | 1940        | Jannie Mouton                 | Finanzen                  | Südafrika | 1,0                |